# A Time for Justice
Pour plus de détails, voir Fiche technique et Distribution.
A Time for Justice est un film documentaire américain réalisé en 1994 par Charles Guggenheim.

## Synopsis
Une histoire des mouvements pour les droits civiques aux États-Unis, allant de l'assassinat d'Emmett Till en 1955 jusqu'à la loi Voting Rights Act de 1965.

## Fiche technique
- Titre : A Time for Justice
- Réalisation : Charles Guggenheim
- Scénario : Charles Guggenheim
- Photographie :
- Montage :
- Production : Charles Guggenheim
- Société de production : Guggenheim Productions
- Pays :  États-Unis
- Genre : Documentaire
- Durée : 39 minutes
- Dates de sortie : 
  -  États-Unis : 1994

## Distinctions
- Oscar du meilleur court métrage documentaire en 1995[1].